# Ricardo Lumengo

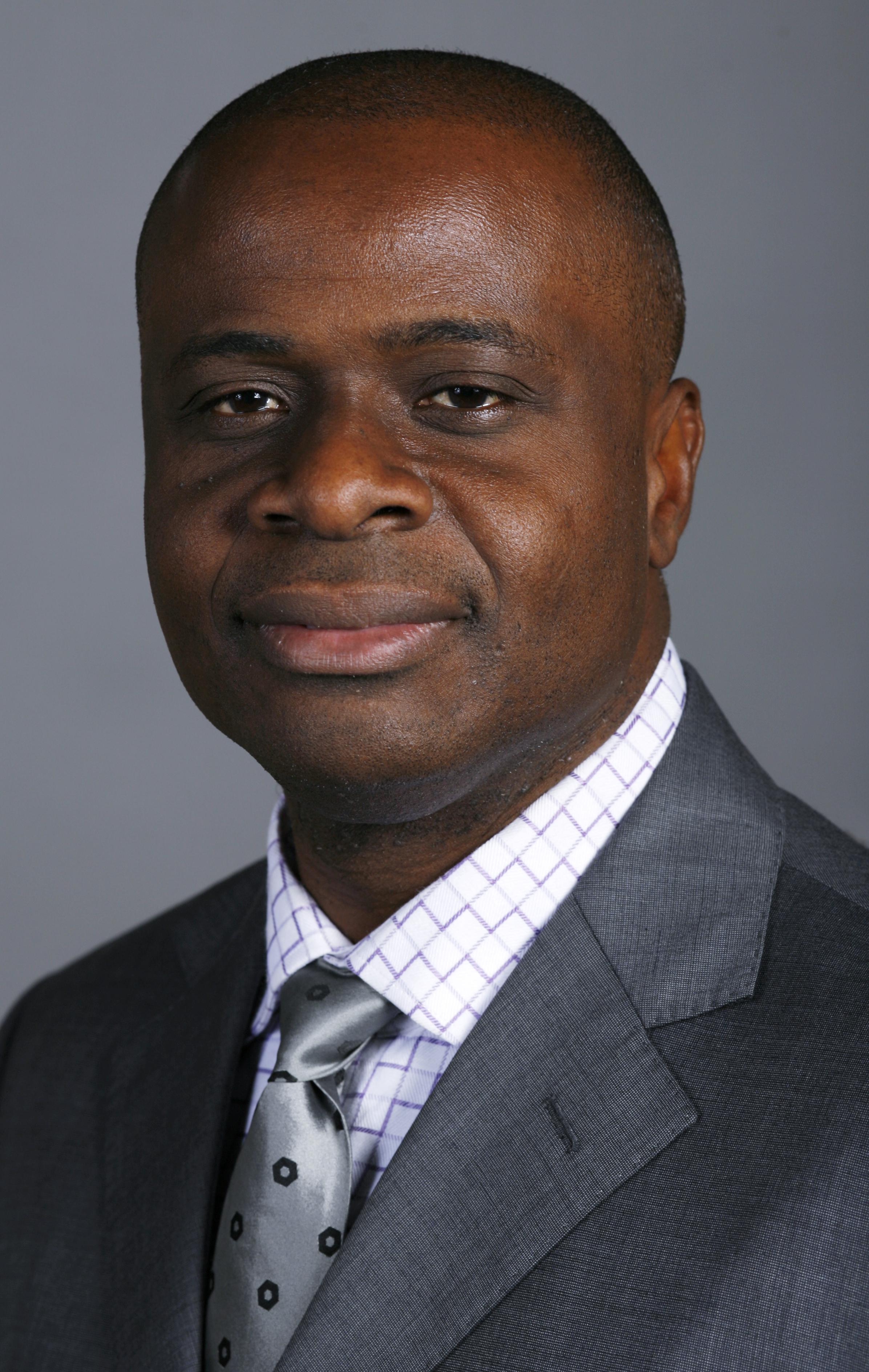
Ricardo Lumengo (2007)

Ricardo Lumengo (* 22. Februar 1962 in Lussenga, Uíge, Angola) ist ein Schweizer Politiker (SLB, zuvor SP).

## Biografie
Aufgewachsen in Angola flüchtete Ricardo Lumengo 1982 im Alter von 20 Jahren aus seinem Geburtsland, da er als politisch aktiver Student verfolgt wurde. Er war Mitglied der JMPLA, der Jugendabteilung der MPLA, und gehörte dem kritischen Flügel an. Lumengo immigrierte über Portugal in die Schweiz, wo ihm Asyl gewährt wurde. Dort erhielt er nach einigen Jahren eine Aufenthaltsbewilligung. Lumengo ist Staatsbürger von Angola sowie seit 1997 Schweizer Staatsbürger und lebt in Biel.
Lumengo spricht Französisch, Deutsch, Portugiesisch, Englisch, Spanisch und die Bantusprachen Kikongo, Kikongo ya Leta und Lingála. Er studierte an der Rechtswissenschaftlichen Fakultät der Universität Freiburg und ist heute für den Gewerkschaftsbund Biel-Lyss-Seeland sowie für das interkulturelle Begegnungszentrum Multimondo in Biel als juristischer Berater tätig. Er ist Vater von zwei Kindern. Neben der schweizerischen Staatsbürgerschaft besitzt Lumengo auch die angolanische.

## Politik

### Parteizugehörigkeit
Ricardo Lumengo war von 1996 bis zu seinem Austritt aus der Partei im November 2010 Mitglied der SP Schweiz. Am 16. Juni 2011 gab er bekannt, der Sozial-Liberalen Bewegung beigetreten zu sein und bei den Nationalratswahlen 2011 für diese Partei antreten zu wollen.

### Legislative
Lumengo wurde 2004 in den Stadtrat seiner Wohngemeinde Biel gewählt. 2006 gelang ihm der Sprung in den Grossen Rat des Kantons Bern, wo er Mitglied der Députation, der Justizkommission und mehrerer Finanz-Gremien war. Mit Ricardo Lumengo wurde bei den Wahlen vom 21. Oktober 2007 zum ersten Mal ein ehemaliger Asylbewerber in den Nationalrat gewählt. Er war das erste Nationalratsmitglied mit beiden Eltern aus Afrika. Seine Wahl wurde auch international beachtet. Lumengo gehörte bis Ende 2009 der Sicherheitspolitischen Kommission an und war bis 2011 Mitglied der Aussenpolitischen Kommission. Bei den Wahlen vom 23. Oktober 2011 wurde er nicht wiedergewählt, seine Partei erreichte keinen Sitz.

### Standpunkte
Als Nationalrat setzte Lumengo Schwerpunkte im Kampf gegen die Arbeitslosigkeit, für mehr soziale Gerechtigkeit und für die Rechte der Ausländerinnen und Ausländer. So setzte er sich für die Anstellung von Personen ausländischer Herkunft in der öffentlichen Verwaltung ein – dies als Teil der Umsetzung der UN-Rassendiskriminierungskonvention, der die Schweiz 1994 beigetreten ist.
Im Grossen Rat des Kantons Bern engagierte er sich für eine Erneuerung des Eidgenössischen Dank-, Buss- und Bettags.
Gesundheitspolitisches Engagement zeigte Lumengo mit dem Einreichen einer Motion, die eine Informationskampagne über den Konsum von koffeinhaltigen Softgetränken, sogenannten Energydrinks, für die vor allem jugendliche Konsumentengruppe forderte. Damit wies Lumengo auf das Problem des regelmässigen Konsums von Koffein und dessen gesundheitlichen Folgen wie Nervosität und Schlafstörungen hin.
Des Weiteren setzte sich Lumengo ein für eine Befreiung von Teilinvaliden von der Bezahlung des Militärpflichtersatzes.

### Opfer rassistischer Vorfälle
Im Herbst 2006 relativierte der Parteipräsident der Freiheits-Partei der Schweiz (FPS), Polizeidirektor von Biel und Berner Grossratsmitglied Jürg Scherrer eine Entschuldigung, die er gegenüber Schwarzafrikanern betreffend einer Ehrverletzungsklage der Afrikanischen Gemeinschaft Biel abgegeben hatte, mit einem Artikel im Blog seiner Partei. Neben dem Artikel wurde eine rassistische Karikatur publiziert. Lumengo reichte Strafanzeige ein.
Im Vorfeld der Nationalratswahlen wurde Lumengo im Juli 2007 durch Nationalratskandidat Patrick Lohri im Blog der FPS massiv rassistisch beschimpft. Zudem bediente sich Willi Frommenwiler (FPS) des Namejacking und registrierte die Domain lumengo.ch. Diese leitete Besucher direkt auf einen weiteren Blog-Eintrag von Lohri auf der Website der FPS mit dem Titel "Lumengo Lügt!". Darin war nebst rassistischer Äusserungen zu entnehmen, dass die Freiheits-Partei "durch eine zuverlässige Quelle […] von Lumengos Selbstunfall und dessen mutmasslicher Fahrerflucht erfahren und die Geschichte publik gemacht [habe]." Die Domain blieb nach einer richterlichen Verfügung im Besitze Frommenwilers, durfte aber nicht mehr auf die Website der FPS umgeleitet werden.
Lumengo sah sich am 9. Juni 2007 bei einer nächtlichen Fahrt von Bern nach Biel auf der Autobahn im Raum Lyss durch zwei Autolenker bedrängt – der Lenker hinter ihm habe gedrängelt, der Vordermann habe ihn nicht überholen lassen. Beim Überholvorgang touchierte er die Leitplanke, wobei diese und sein Fahrzeug schaden nahmen. Der ehemalige Berner Grossrat Jürg Scherrer (FPS), damals Polizeidirektor von Biel, warf ihm Fahrerflucht vor. Lumengo unterliess eine Meldung des Vorfalls bei der Polizei.
Im Spätsommer 2007 wurde Lumengo während einer Sitzung des Bieler Stadtrates von Delegierten der Freiheitspartei verhöhnt, indem diese demonstrativ Bananen und Mohrenköpfe assen und Affenlaute nachahmten. Die Freiheitspartei bestritt einen Zusammenhang mit Lumengo.
Seit seiner Wahl in den Nationalrat wurde Lumengo mehrmals Opfer von rassistisch motivierten Belästigungen, so auch 2008 an seiner Rede zum 1. Mai in Langenthal, wo er mit Bananen beworfen wurde. Im Oktober desselben Jahres verunglimpfte ihn ein Mitglied der Partei National Orientierter Schweizer auf dessen Webseite mit einem beleidigenden Text und einer rassistischen Karikatur. Generell erhalte Lumengo meist nach einer Pressepräsenz rassistisch motivierte Zuschriften.

### Vorwurf der Wahlfälschung und Freispruch
Lumengo wurde Wahlfälschung vorgeworfen. Vom Verdacht auf Fälschung von 47 Wahlzetteln bei den Nationalratswahlen 2007 wurde er entlastet. Am 11. November 2010 musste sich Lumengo in Biel vor Gericht verantworten für den Verdacht, 2006 bei den Grossratswahlen 44 Wahlzettel selbst ausgefüllt zu haben – wovon 42 als ungültig erklärt wurden. Gemäss Medienberichten bestritt Lumengo diese Anschuldigungen. Er habe Neuwählern geholfen, die beim Ausfüllen der Wahlzettel überfordert gewesen seien. Sein Verteidiger plädierte deshalb auf Freispruch. Lumengo wurde jedoch vom Bezirksgericht in Biel der eventualvorsätzlichen Wahlfälschung für schuldig befunden – ein Novum in der Rechtsgeschichte der Schweiz. Sein Anwalt legte Berufung ein. Die SP des Kantons Bern sowie die SP Schweiz forderten Lumengo auf, sein Nationalratsmandat niederzulegen. Lumengo zeigte sich enttäuscht über die vorschnellen Rücktrittsforderungen seiner Partei und trat aus der SP aus. Auch Parlamentarier anderer Parteien beurteilten Wahlfälschung durchwegs als problematisch, forderten jedoch keine direkten parlamentarischen Konsequenzen.
In zweiter Instanz wurde Lumengo vom bernischen Obergericht am 18. Mai 2011 vom Vorwurf der Wahlfälschung freigesprochen. Gegen diesen Freispruch reichte die bernische Generalstaatsanwaltschaft Beschwerde ein, womit der Vorwurf vor das Bundesgericht kam. Das im Februar 2012 einstimmig ergangene Urteil der Strafrechtlichen Abteilung des Bundesgerichtes stützte den Freispruch des Berner Obergerichts und wies die Beschwerde des Berner Generalprokurators ab. Das Bundesgericht liess offen, ob der Straftatbestand des Stimmenfangs erfüllt sei, da bei diesem Delikt Verjährung eingetreten ist. Somit gilt Lumengo letztinstanzlich als unschuldig.